# Juan Alves (Radsportler)
Juan José Alves Gordon (* 25. März 1939 in Mar del Plata; † 3. Februar 2009 ebenda) war ein argentinischer Radrennfahrer.

## Sportliche Laufbahn
Alves war Teilnehmer der Olympischen Sommerspiele 1968 in Mexiko-Stadt. Im olympischen Straßenrennen schied er beim Sieg von Pierfranco Vianelli aus dem Rennen aus.
1968 gewann er bei den UCI-Bahn-Weltmeisterschaften in der Mannschaftsverfolgung beim Sieg des italienischen Vierers die Silbermedaille mit Ernesto Contreras, Juan Alberto Merlos und Carlos Miguel Álvarez.
Zweimal startete er bei den Panamerikanischen Spielen im Straßenradsport.